# The Story Goes...
The Story Goes... är det tredje albumet av den brittiske sångaren Craig David. Albumet släpptes 2005 på Atlantic Records.

## Låtlista
1. All The Way
2. Don't Love You No More (I'm Sorry)
3. Hypnotic
4. Separate Ways
5. Johnny
6. Do You Believe In Love
7. One Last Dance
8. Unbelievable
9. Just Chillin
10. Thief In The Night
11. Take 'Em Off
12. My Love Don't Stop
13. Never Should Have Walked Away
14. Let Her Go